# Dębica (gemeente)
De gemeente Dębica is een stad- en landgemeente in woiwodschap Subkarpaten, in powiat Dębicki.
De zetel van de gemeente is in de stad Dębica.
Op 31 december 2005 telde de gemeente 24.282 inwoners.

## Oppervlaktegegevens
In 2002 bedroeg de totale oppervlakte van gemeente Dębica 137,62 km², waarvan:
- agrarisch gebied: 60%
- bossen: 29%

De gemeente beslaat 17,73% van de totale oppervlakte van de powiat.

## Demografie
Stand op 30 juni 2004:
| Omschrijving                   | Totaal | Totaal | Vrouwen | Vrouwen | Mannen | Mannen |
| ------------------------------ | ------ | ------ | ------- | ------- | ------ | ------ |
| eenheid                        | aantal | %      | aantal  | %       | aantal | %      |
| inwoners                       | 23.767 | 100    | 11.973  | 50,4    | 11.794 | 49,6   |
| bevolkingsdichtheid (inw./km²) | 172,7  | 172,7  | 87      | 87      | 85,7   | 85,7   |

In 2002 bedroeg het gemiddelde inkomen per inwoner 1363,79 zł.

## Administratieve plaatsen (sołectwo)
Braciejowa, Brzeźnica, Brzeźnica-Wola, Głobikowa, Gumniska, Kędzierz, Kochanówka, Kozłów, Latoszyn, Nagawczyna, Paszczyna, Podgrodzie, Pustków, Pustków-Krownice, Pustków Osiedle, Pustynia, Stasiówka, Stobierna, Zawada.

## Aangrenzende gemeenten
Brzostek, Czarna, Ostrów, Pilzno, Przecław, Ropczyce, Żyraków